# 克馬多德圭內斯

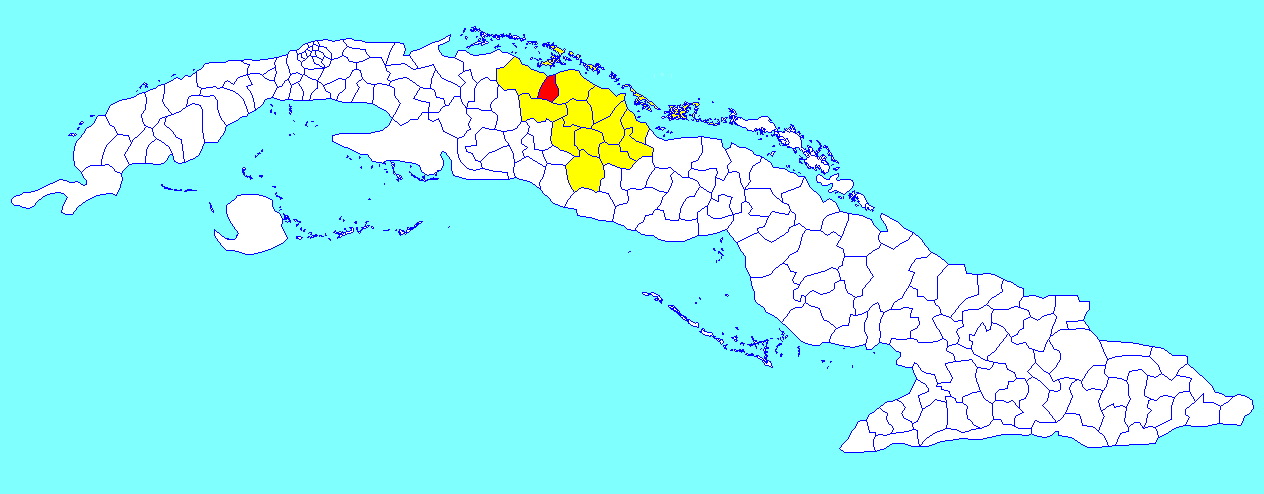

22°47′24″N 80°15′22″W / 22.79000°N 80.25611°W
克馬多德圭內斯（西班牙語：Quemado de Güines），是古巴的城鎮，位於該國中部，由比亞克拉拉省負責管轄，始建於1667年，面積338平方公里，海拔高度85米，根據2004年普查人口總數為22,590人，人口密度每平方公里66.8人。